# Buluggin ibn Ziri

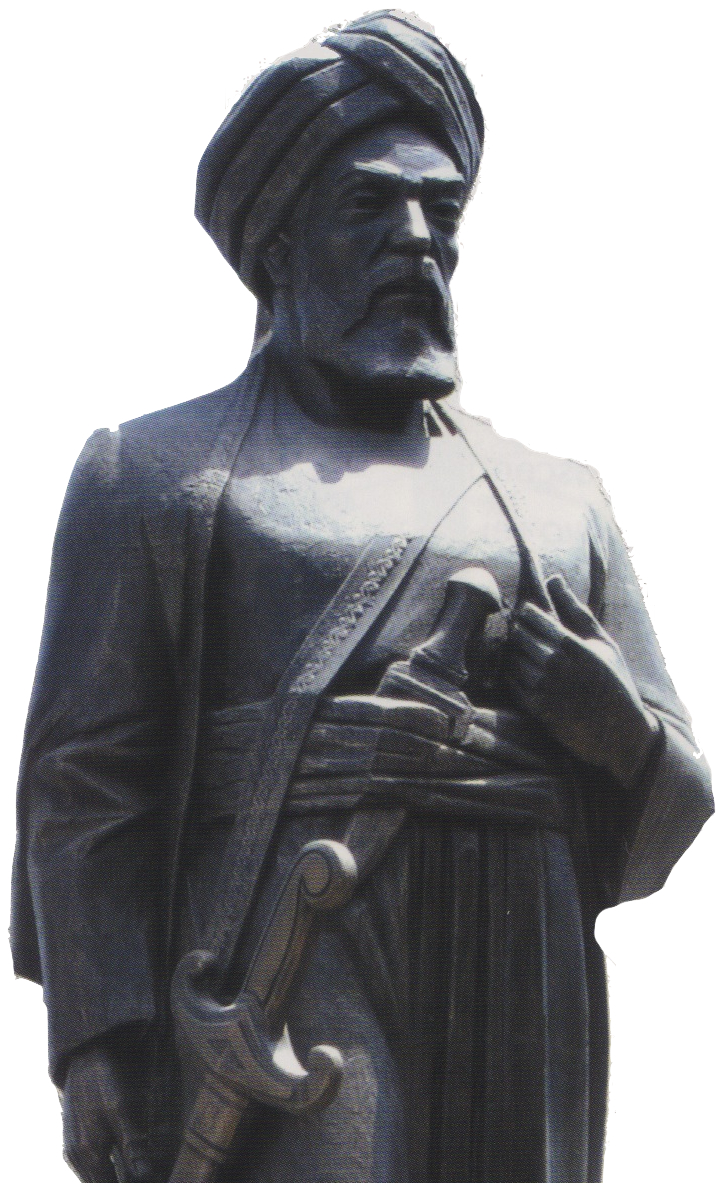
Buluggin ibn Ziri

Abu l-Futuh Saif ad-Daula Buluggin ibn Ziri ibn Manad as-Sanhadschi (arabisch أبو الفتوح سيف الدولة بلكين بن زيري بن مناد الصنهاجي, DMG Abū l-Futūḥ Saif ad-Daula Bulukkīn b. Zīrī b. Manād aṣ-Ṣanhāǧī, auch بلقين / Buluqqīn; † 984) war der erste Herrscher der Ziriden in Ifrīqiya. Sein Vorgänger als Herrscher über Ifriqiya war Abu Tamim al-Muizz aus der Fatimiden-Dynastie.
Schon unter der Statthalterschaft seines Vaters Ziri ibn Manad übernahm Buluggin ibn Ziri Regierungsaufgaben. So gründete er die Städte Algier, Miliana und Medea, bzw. ließ die zerstörten Siedlungen wieder neu errichten. Nach dem Tod von Ziri ibn Manad im Kampf gegen abtrünnige Berber übernahm Buluggin 971 die Statthalterschaft in Algerien und besiegte die Zanatastämme. Die Gefangenen wurden in großem Umfang in die Residenz Aschir umgesiedelt.
Als die Fatimiden 972 ihren Hauptsitz von al-Mahdiya nach Ägypten verlegten, wurde Buluggin ibn Ziri zum Vizekönig in Ifriqiya ernannt. Neue Residenz der Ziriden wurde nun Kairuan bzw. das nahegelegene al-Mansuriya. Allerdings nahmen die Fatimiden den Staatsschatz und die Flotte mit nach Ägypten, so dass die Herrschaft der Ziriden zunächst gefestigt werden musste. Wegen der fehlenden Flotte ging aber die Kontrolle über die Kalbiten auf Sizilien verloren. Bei einem Feldzug nach Marokko stieß Buluggin an den Atlantik vor, wo er auch die Bargawata bekämpfte. Die Festungen Ceuta und Tanger konnten vom Kalifat von Córdoba aber gehalten werden. Allerdings starb er 984 während der Rückkehr von diesem Feldzug. Nachfolger wurde sein Sohn al-Mansur ibn Ziri († 995).